# Wyoming Highway 33
Der Wyoming Highway 33 (kurz: WYO 33) ist eine 2,24 km lange State Route im US-Bundesstaat Wyoming, die südwestlich von Lovell im Big Horn County verläuft.

## Streckenverlauf
Der Wyoming Highway 33 beginnt am Wyoming Highway 32, wenige Kilometer südwestlich von Lovell im Big Horn County. Der WYO 33 verläuft von dort aus durch das Bighorn Basin nach Süden und wird nach 2,24 km zur Road 9 1/2, die vom Bureau of Land Management unterhalten wird.

## Belege
1. ↑  AARoads: Wyoming State Route Log: 1 through 99. Abgerufen am 3. Oktober 2021 (amerikanisches Englisch).